# Psychotria subtriflora
Psychotria subtriflora är en måreväxtart som beskrevs av Johannes Müller Argoviensis. Psychotria subtriflora ingår i släktet Psychotria och familjen måreväxter. Inga underarter finns listade i Catalogue of Life.